# Hawksley Workman

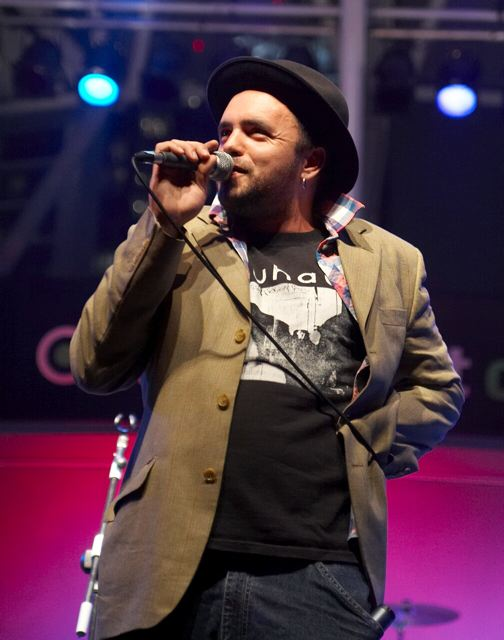
Hawksley Workman

Hawksley Workman (Huntsville (Ontario), 4 maart 1975) is een Canadese singer-songwriter. Zijn muziek is een mengeling van traditionele cabaretmuziek en glamrock. Hij heeft een aantal albums uitgebracht, waaronder For Him and the Girls (1999), (last night we were) the Delicious Wolves (2001), Lover/Fighter (2003) en Treeful of Starling (2006).
Workman heeft ook albums geproduceerd voor andere artiesten, zoals Tegan and Sara, Sarah Slean en the Cash Brothers.

## Discografie
| Uitgebracht                                         | Titel | Formaat | Label                           |
| 1999                                                | For Him and the Girls | lp      | Isadora Records                 |
| 2001                                                | For Him and the Girls – uitgebracht in Engeland                                                                                | lp      | Ba Da Bing!                     |
| 2001                                                | (Last Night We Were) The Delicious Wolves                                                                                      | lp      | Isadora Records/Universal Music |
| 2001                                                | Almost a Full Moon | ep/lp   | Isadora Records                 |
| 2002                                                | Almost a Full Moon – heruitgave, nieuwe track list                                                                             | lp      | Isadora Records/Universal Music |
| 2003                                                | The Delicious Wolves – Britse heruitgave met twee bonustracks                                                                  | lp      | B-track, Ba Da Bing!            |
| 2003                                                | Lover/Fighter | lp      | Isadora Records/Universal Music |
| 2003                                                | Anger As Beauty – single | ep      | Universal Music                 |
| 8 september 2003                                    | We Will Still Need a Song – 4-track single van het Lover/Fighter album                                                         | ep      | Universal Music                 |
| 8 juli 2004                                         | We Will Still Need a Song – 2-track single van het Lover/Fighter album, plus de videomuziek, uitgebracht in Europa             | ep      | Universal Music                 |
| 2004                                                | No Reason To Cry Out Your Eyes (On the Highway Tonight)                                                                        | ep      | Universal Music                 |
| 2004                                                | Live in Lille | dvd     | Isadora Records/Universal Music |
| Opgenomen in 1998, uitgebracht in 2004              | Before We Were Security Guards*                                                                                                | lp      | Isadora Records                 |
| 28 februari 2006 (Canada) 13 maart 2006 (Frankrijk) | Treeful of Starling | lp      | Isadora Records/Universal Music |
| 2006                                                | My Little Toothless Beauties* – niet commercieel uitgebracht                                                                   | lp      | Isadora Records                 |
| 2006                                                | Puppy (a boy's truly rough)* – niet commercieel uitgebracht                                                                    | lp      | Isadora Records                 |
| 2008                                                | Between the Beautifuls | lp      | Universal Music                 |
| 2008                                                | Between the B-Sides* – niet commercieel uitgebracht                                                                            | ep      | Isadora Records                 |
| 2008                                                | Los Manlicious – uitgebracht in mei 2008 in Europa en online op Hawksley's website. Uitgebracht in Canada op 26 augustus 2008. | lp      | Universal Music                 |

- Bibliothèque nationale de France: cb140469981 (data)
- Gemeinsame Normdatei: 135355028
- International Standard Name Identifier: 0000 0000 7366 7085
- Library of Congress Control Number: n2002028791
- MusicBrainz: 8427ea7b-717e-4834-97f1-57a4c29351c3
- Nationale Bibliotheek van Tsjechië: xx0206913
- Système universitaire de documentation: 084286938
- Virtual International Authority File: 68285819
- WorldCat: E39PBJB8p9wqJ8v3jpvX6FY3wC